# لوديم
لوديم هو المصطلح العبري لشعب مذكور في سفر إرميا وسفر حزقيال. في جدول الكتاب العبري للأمم التكوين 10:13 وهو ابن من أبناء مصرايم. يعتقد الباحث في الكتاب المقدس فيكتور ب.هاملتون أن الأدلة المتاحة «تشير» إلى أن لوديم هو أبو الليديون. 
وفقا ليوسيفوس فلافيوس، كانت أرضهم في ليبيا التي كانت غرب مصر بالقرب من قبائل فوت في أرض المغاربة نحو أقصى غرب أفريقيا والمحيط الأطلسي.  يذكر بلينيوس الأكبر في تاريخه الطبيعي نهر لاود على طول جنوب جبال الأطلس بالقرب من نهر فوت (فوت).  سعيد الفيومي، كاتب الكتاب المقدس في العصور الوسطى، يخلط لوديم مع تانيسيان ،والذي يعتقد يوسف قافيه أنه ربما يشير إلى سكان تونس. 